# Ciparay (Jampang Kulon)
Ciparay is een bestuurslaag in het regentschap Sukabumi van de provincie West-Java, Indonesië. Ciparay telt 4899 inwoners (volkstelling 2010).